# Breb
Brebul (Castor fiber) spus și castor european sau castor euroasiatic este un animal rozător semiacvatic (cel mai mare din Europa și Asia), înrudit cu castorul nord-american (Castor canadensis). A fost vânat pentru blană și castoreum până aproape de exterminare; în 1900 mai existau circa 1.200 de exemplare în opt populații relicte din Europa și Asia. A fost reintrodus în multe zone din arealul de răspândire original și acum poate fi întâlnit din Franța până în China și Mongolia, fiind absent în Europa de Sud (Italia, Portugalia și Balcanii de Sud).
Brebul și castorul construiesc baraje pe cursul apelor medii sau mici, din ramuri, nuiele, pietre, mâl și alte elemente vegetale, ridicând astfel nivelul apei, pentru a se proteja de prădători și a-și extinde teritoriul. În acest fel modifică, de multe ori, caracteristicile mediului, inundând suprafețe de teren și favorizând instalarea și creșterea plantelor hidrofile pe care le apreciază: papura și trestia (plante cu rizomi foarte hrănitori).   
Din aceleași materiale își construiește adăposturi cu acces submers, care îl protejează de prădători.  
Vara se hrănește preponderent cu plante acvatice și erbacee pe care le găsește în apropierea teritoriului pe care îl ocupă; iarna consumă lujerii tineri ai arborilor de pe malurile apelor și lacurilor, cu predilecție a diferitelor specii de salcie, plop, anin. În perioada de toamnă prezența speciei în teren devine ușor de observat, acesta doborând un număr mare de arbori pentru a-și asigura necesarul de hrană pentru perioada grea din timpul iernii și pentru refacerea adăposturilor/barajelor. 

## Etimologie

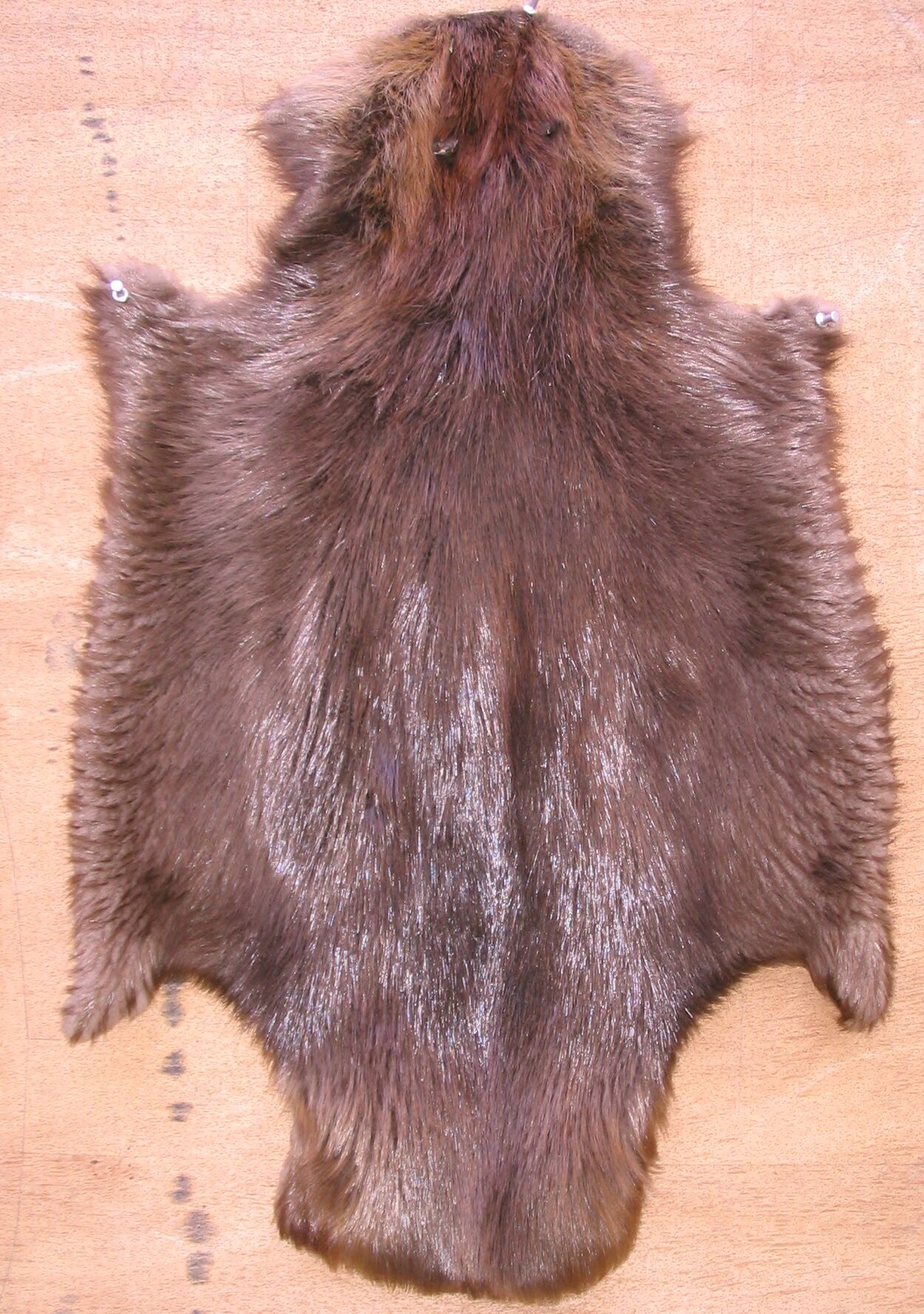
Calitatea blănii sale (prețuită pentru căciulile și caftanele boierilor și voievozilor din trecut) este principala cauză a dispariției brebului în România.

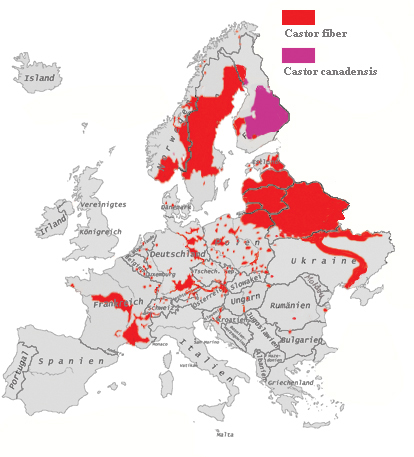
Populațiile de Breb (roșu) și de Castor american (violet) în Europa (2003).

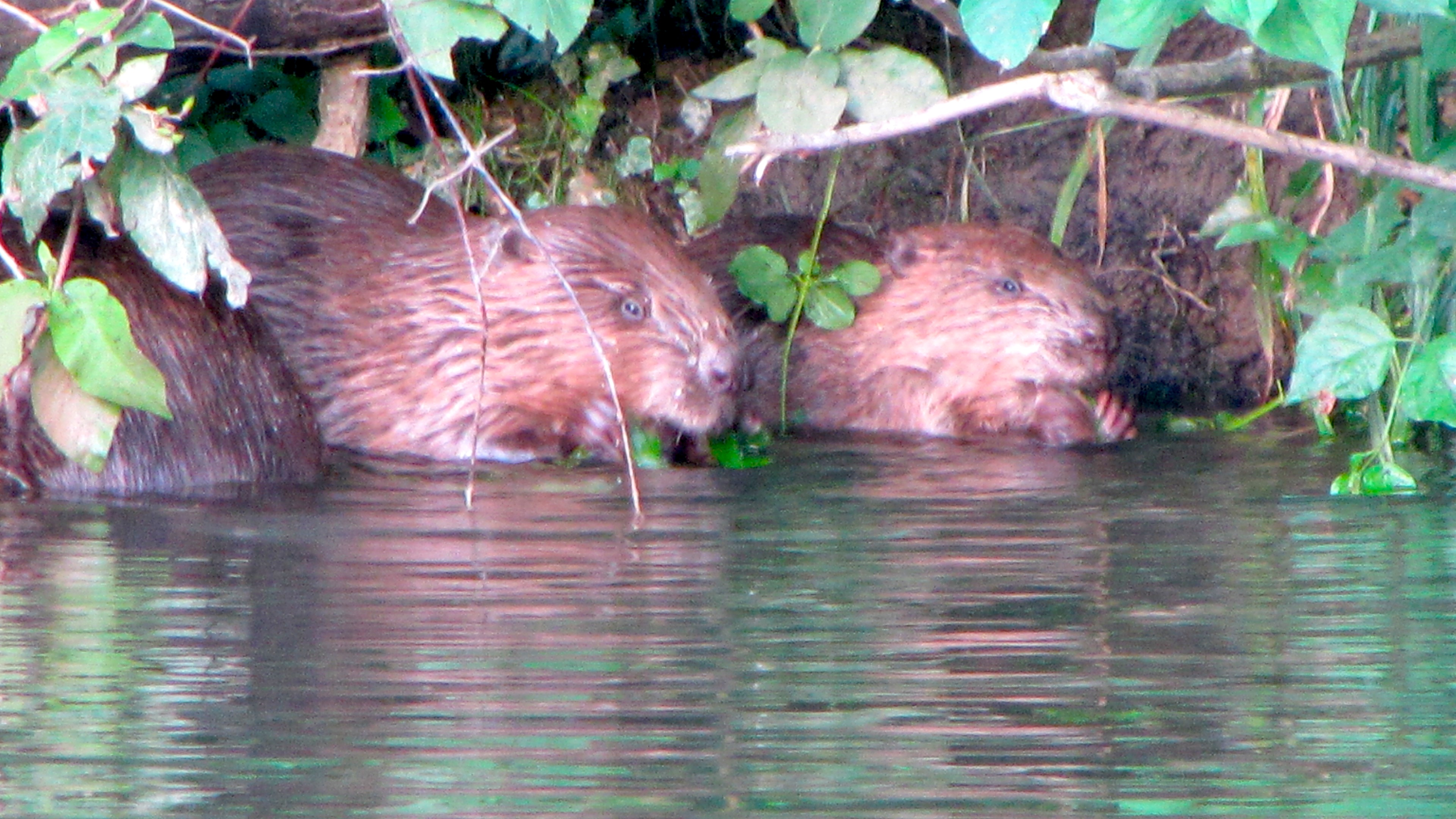
Brebi în Franța.

Denumirea de breb provine din cuvântul de origine indo-europeană bhebhrus provenind din rădăcina bher (castaniu, lucios). Se regăsește în proto-germanica bebr, în germana veche bibar, în limbile proto-slave bobr și în franceză bièvre.
În comunitatea științifică actuală se folosesc pentru această specie atât denumirea populară inițială breb cât și cea savantă castor european sau euroasiatic. O parte dintre cercetători o folosesc numai pe cea savantă fiindcă socotesc denumirea breb, de proveniență slavonă, drept „arhaică”, argumentând că populația de origine a dispărut, ultimul breb din țările Române fiind ucis în anul 1823 în zona Moldova-Veche (azi județul Caraș-Severin). Mulți cercetători pledează pentru utilizarea denumirii românești breb pentru specia europeană și de castor pentru cea americană, pentru a le deosebi conform biologiei. Alții acceptă ambele denumiri, breb sau castor, pe considerentul că sunt la fel de corecte, cea de-a doua având origine latină, desemnând populațiile nou introduse sau reintroduse, și fiind folosită în vestul Europei : Spania, Franța, Portugalia, Italia, etc.

## Istoric
Prezent din preistorie până la începutul secolului XIX, brebul a lăsat în zonele locuite de români multe toponime precum Breb, Breboaia, Brebeni, Brebina, Brebenei, Bibor, Biber, Biborțeni ș.a.
După dispariție, brebul a fost reintrodus în România în perioada 1998-2003, ca urmare a unui proiect de colaborare dintre ICAS (Institutul de Cercetări și Amenajări Silvice) și Ministerul Mediului din Germania. în acestă perioadă au fost aduși 182 brebi (germ. Biber) din landul Bavaria, fiind eliberați în natură în zone favorabile pe râurile Olt (91), Mureș (56) și Ialomița (35). 
Reintroducerea a fost încununată de succes, dovadă fiind faptul că specia a ocupat noi teritorii pe cursurile principale ale celor trei râuri menționate mai sus și afluenții acestora. Dispersia s-a realizat natural și pe alte cursuri de apă, astfel că în 2011 apare prima menționare a speciei în Delta Dunării (Kiss B. et all, 2013). 